# Codex Fuldensis

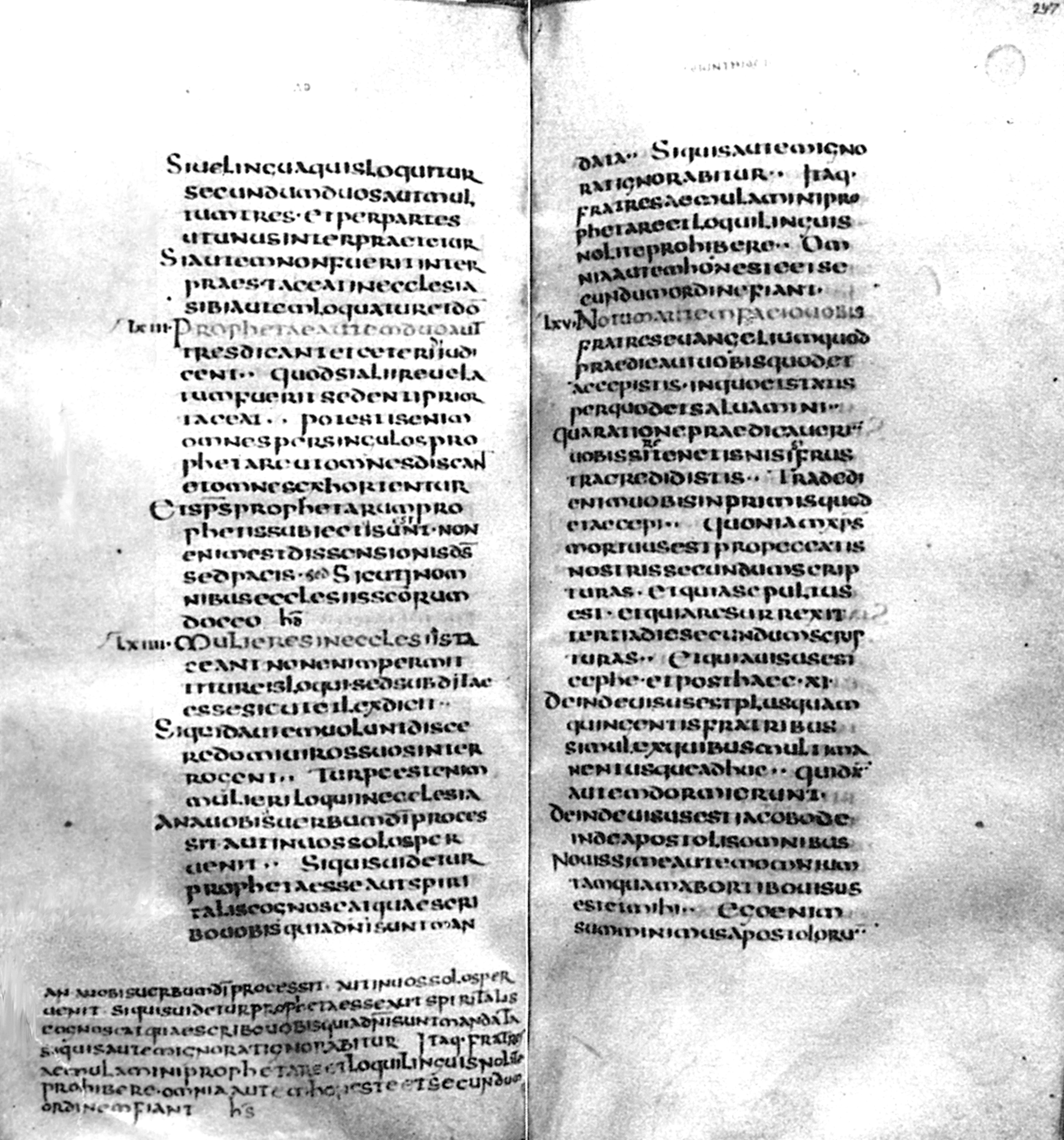
Codex Fuldensis, strony 296-297

Codex Fuldensis (F) – rękopis Wulgaty zawierający tekst 23 kanonicznych ksiąg Nowego Testamentu, a ponadto Diatessaron oraz List do Laodycejczyków. Jest jednym z najstarszych datowanych rękopisów Nowego Testamentu i jedynym wczesnym rękopisem NT, o którym wiemy, że był redagowany przez znamienitego uczonego, biskupa Wiktora z Kapui. Jest drugim ważnym świadkiem tekstu Wulgaty, najważniejszym i najstarszym świadkiem pełnego tekstu Diatessaronu. Kodeks jest ważnym – o ile nie najważniejszym – świadkiem w dyskusji nad autentycznością tekstu 1 Kor 14,34-35.

## Opis
Tekst czterech Ewangelii jest w formie Diatessaronu Tacjana, ponadto: apokryficzny list apostoła Pawła do mieszkańców Laodycei oraz Hieronima Epistula ad Carpianum (pełni rolę Prologu do Kanonicznych Ewangelii). Tekst kodeksu bliski jest dla Kodeksu Amiatyńskiego i reprezentuje włoski typ Wulgaty. Oceniany jest jako drugi ważny świadek tekstu Wulgaty (po Kodeksie Amiatyńskim). Od 745 roku przechowywany jest w Fuldzie w bibliotece klasztornej (Abb. 61). Klasztor założony został w 744 roku.
Tekst Diatessaronu zawiera genealogię Jezusa ponadto Pericope adulterae (J 7,53-8,11), których brakowało w oryginalnym Diatessaronie. Przypuszcza się, że genealogię dopisał sam Wiktor, natomiast perykopa adultera prawdopodobnie zawarta była w łacińskiej wersji Diatessaronu.
Szczególnie interesującym jest umieszczenie sekcji 1 Kor 14,34-35 na marginesie (tekst ten mówi o obowiązku milczenia kobiet w kościele). Kodeks Watykański zaznacza to miejsce przy pomocy umlautu. Umlauty wskazują na możliwość innego wariantu tekstowego, na opuszczenia, lub dodatki. Tekst 1 Kor 14,34-35 rękopisy tekstu zachodniego umieszczają po 1 Kor 14,40. Czynią tak Claromontanus (kolumna grecka i łacińska), Augiensis (tekst grecki), Boernerianus (tekst grecki i łaciński), ponadto minuskuł 88, który nie reprezentuje tekstu zachodniego oraz niektóre rękopisy Wulgaty (Codex Reginensis). Tekstu 1 Kor 14,34-35 nie cytują wcześni Ojcowie Kościoła, zwłaszcza Klemens Aleksandryjski, który chętnie poucza jak winny zachowywać się kobiety.
Bruce M. Metzger przypuszcza, że skryba umieszczając tę partię na marginesie chciał w ten sposób zaznaczyć, że tekst ten nie powinien być czytany w kościele. Philip B. Payne uważa, że tekst 1 Kor 14,34-35 jest nieautentyczny i jest późniejszą interpolacją.

## Historia
Sporządzony został w latach 541–546 w Kapui, na polecenie biskupa Wiktora. Został też sprawdzony i poprawiony przez niego osobiście. Na końcu Apokalipsy znajduje się data 2 maja 546 roku, napisana własnoręcznie przez Wiktora. Wiktor przejrzał tekst kodeksu po raz drugi i dlatego znajduje się również druga data – 12 kwietnia 547 roku.
Św. Bonifacy wszedł w posiadanie rękopisu i w 745 roku podarował go klasztorowi w Fuldzie, gdzie jest odtąd przechowywany.
Codex Sangallensis 56 został skopiowany, w IX wieku, w Fuldzie, z Diatessaronu Kodeksu Fuldenńskiego. Zawiera on ponadto wyciągi z Dziejów Apostolskich.
Tekst kodeksu wydany został w 1868 roku przez Ranke (noty korektorskie nie zostały uwzględnione).
Kolejność ksiąg: Diatessaron, Listy Pawła, Dzieje Apostolskie, Listy powszechne, Apokalipsa (jak w Kodeksie Synajskim). Niezwykła jest kolejność Listów Pawła: Rzymian, 1-2 Koryntian, Galatów, Efezjan, Filipian, 1-2 Tesaloniczan, Kolosan, Laodycejczyków, 1-2 Tymoteusza, Tytusa, Filemona, Hebrajczyków). Kolejność Listów powszechnych jest taka jak w większości rękopisów.